# 笠間市消防本部
笠間市消防本部（かさまししょうぼうほんぶ）は、茨城県笠間市の消防本部。管轄地域は笠間市全域。

## 沿革
- 1965年4月1日　笠間市消防本部を設置する。
- 1969年4月17日　救急業務を開始する。
- 1975年2月1日　既設の笠間市消防本部に友部町・岩間町が加わり笠間市外2町広域消防事務組合消防本部が発足する。
- 1975年10月1日 　友部分署・岩間分署業務開始。
- 1980年4月1日　友部分署・岩間分署を消防署に昇格　1本部3署となる。
- 1982年4月17日　特別救助隊編成。
- 1982年5月18日　笠間市外2町広域消防事務組合に内原町が加入、笠間市外2町広域消防事務組合から笠間市外3町広域消防事務組合と名称を変更する。
- 1982年10月1日　内原分署業務開始。
- 1991年4月1日　内原分署を消防署に昇格，1本部4署となる。
- 1999年4月2日　七会村の消防事務受託。
- 2000年2月1日　笠間市外3町広域事務組合と笠間地方広域斎場事務組合が合併，笠間地方広域事務組合に名称変更。
- 2005年2月1日　東茨城郡内原町が水戸市と合併，笠間地方広域事務組合から脱退（130名）　1本部3署となる。
- 2006年3月19日　笠間市・友部町・岩間町が合併，新「笠間市」誕生　笠間市消防本部発足
- 2007年3月28日　城里町七会地区消防事務委託協定消滅
- 2015年12月1日　いばらき消防指令センターへ119番緊急通報を切り替える

## 組織
- 本部 - 総務課、予防課、警防課、通信指令課
- 消防署

## 主力機械
2019年4月1日現在
- 普通消防ポンプ自動車：4
- 水槽付消防ポンプ自動車：3
- はしご付消防ポンプ自動車：1
- 救急自動車：5
- 救助工作車：1
- 指揮隊車：1
- 水槽車：1
- 指揮広報車：5
- 広報車：4
- 資機材搬送車：1
- 人員輸送車:1
- 連絡車：5
- 災害活動車：1
- マイクロバス：1

## 消防署
| 消防署     | 住所          | 出張所 |
| ---------- | ------------- | ------ |
| 笠間消防署 | 箱田2564      | なし   |
| 友部消防署 | 中央3-3-1     | なし   |
| 岩間消防署 | 市野谷1542-18 | なし   |